# Costa Cálida

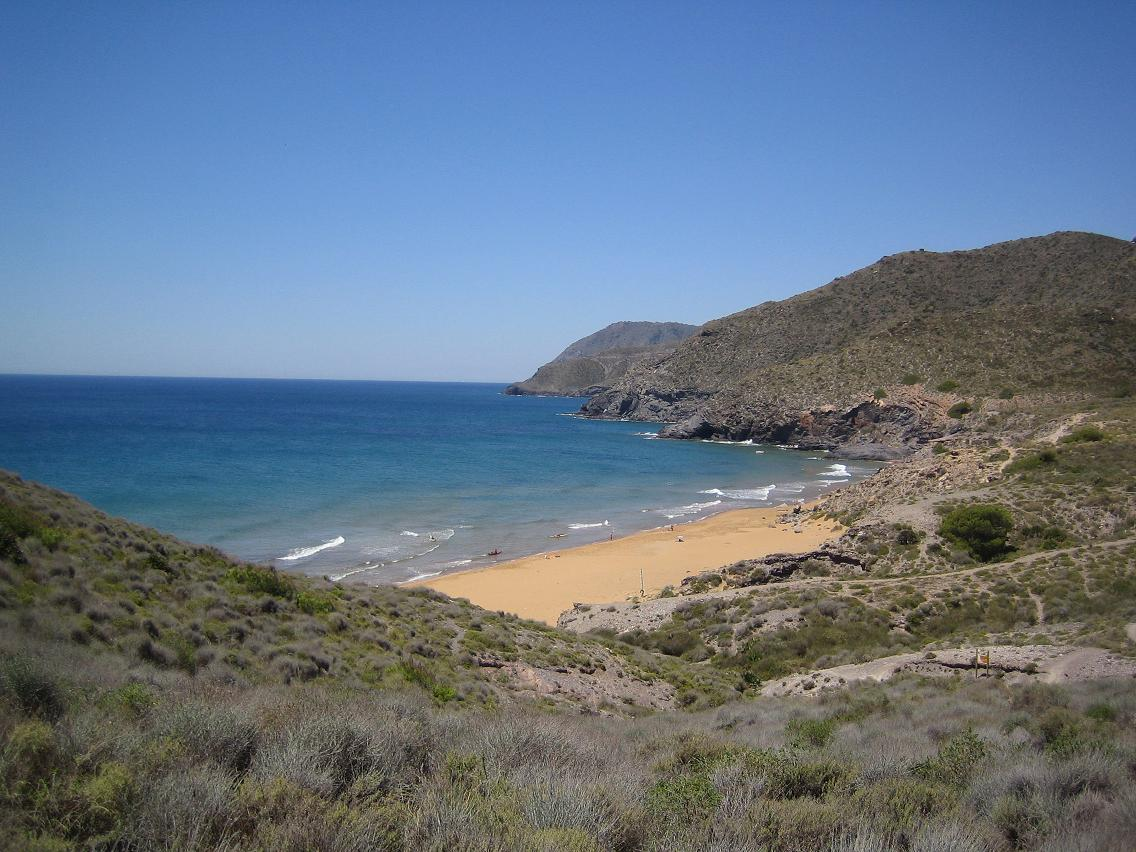
Cala en el parque regional de Calblanque, Monte de las Cenizas y Peña del Águila.

Costa Cálida es el nombre turístico de los aproximadamente 250 km de costa mediterránea de la Región de Murcia, España. Esta región tiene un microclima que se caracteriza por una temperatura media anual de 18 grados y un grado relativo de aridez, con precipitaciones medias inferiores a 340 mm y más de 3.000 horas de sol al año. Está situada entre la Costa Blanca (provincia de Alicante) y la Costa de Almería.

## Municipios

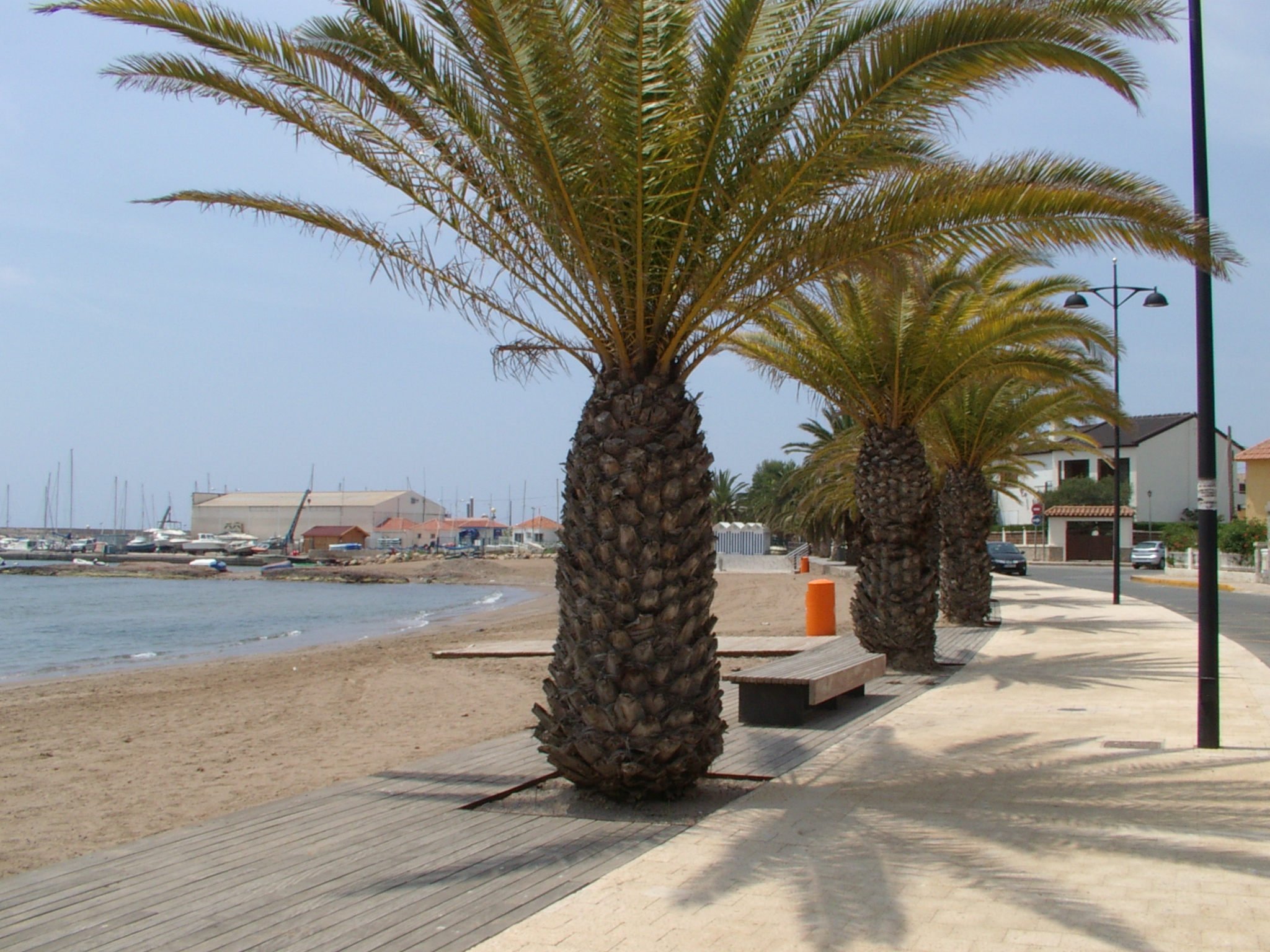
Puerto de Mazarrón.

La Costa Cálida se extiende desde El Mojón por el norte, cerca de la provincia de Alicante,  hasta las Cuatro Calas en Águilas por el sur. Abarca localidades costeras como:
- Municipio de San Pedro del Pinatar: Playa El Mojón, Torre Derribada, Las Salinas, Punta de Algas y La Barraca Quemada en el Mediterráneo, y las playas de Lo Pagán en el Mar Menor.
- Municipio de San Javier: Santiago de la Ribera en el Mar Menor, y La Manga (parte central y norte) con playas en el Mar Menor y el Mediterráneo.
- Municipio de Los Alcázares: Los Narejos y el casco urbano de Los Alcázares, ambos en el Mar Menor.
- Municipio de  Cartagena: Punta Brava, Los Urrutias, Los Nietos, Islas Menores, Mar de Cristal, Playa Honda, Playa Paraíso y La Manga (parte sur) en el Mar Menor. La Manga (parte sur), Cabo de Palos, Cala Flores, Cala Reona, Calblanque, Cala Cortina, Puerto y casco urbano de Cartagena, El Portús, La Azohía e Isla Plana en el Mediterráneo.
- Municipio de La Unión: Portmán
- Municipio de Mazarrón: Puerto de Mazarrón, Bolnuevo y la zona de Cañada de Gallego, donde se localiza la playa de Percheles.
- Municipio de Lorca: Pedanías de Ramonete y Garrobillo, con las playas de Puntas de Calnegre, Calnegre, Playa Baño de las Mujeres y cala Blanca.
- Municipio de Águilas: Marina de Cope, Calabardina, el casco urbano de Águilas, Calarreona y Cuatro Calas.

## Geografía

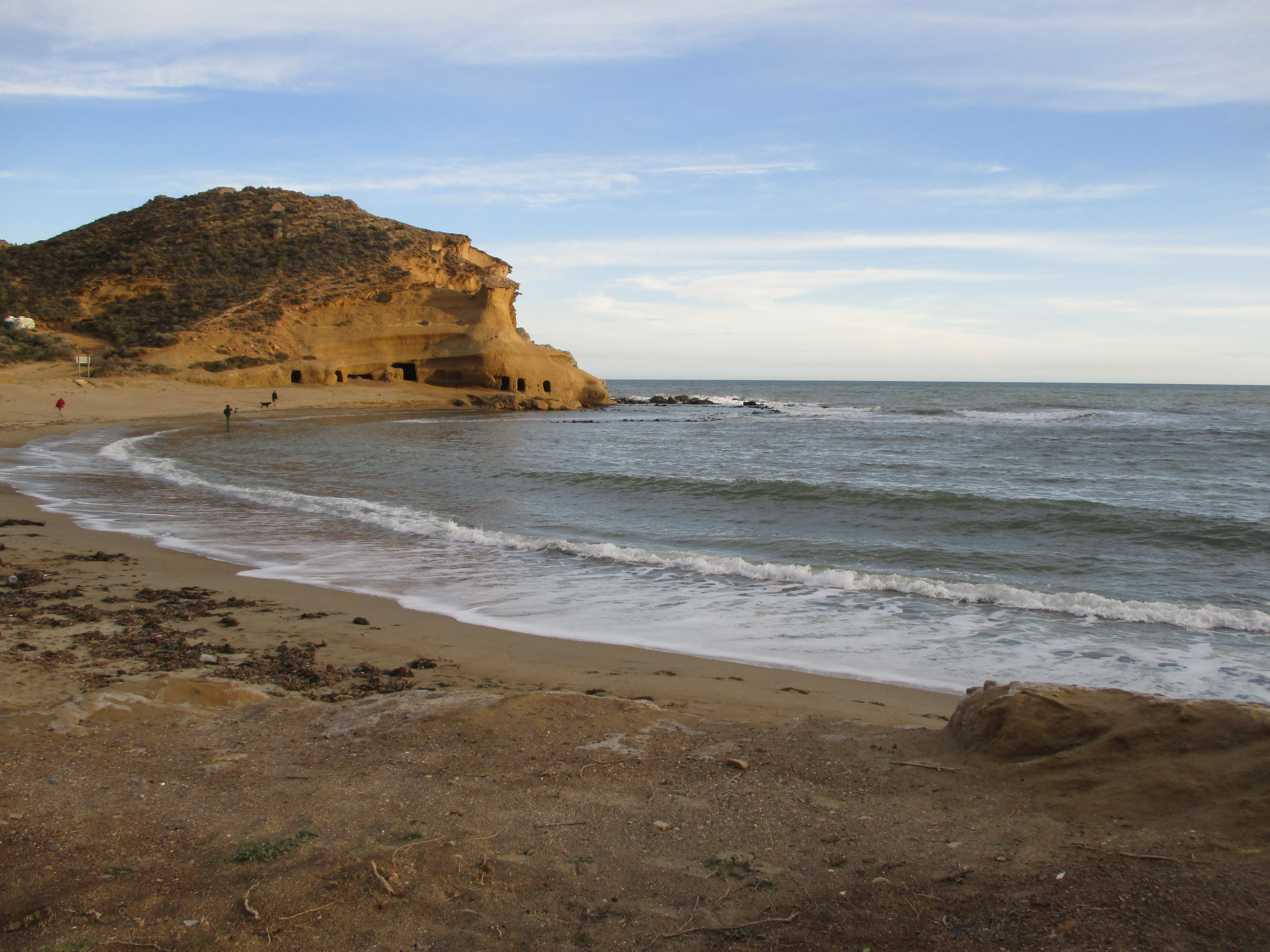
Paraje Natural de Cuatro Calas, en Águilas (Costa Cálida)

La Costa Cálida se extiende desde la pedanía de El Mojón en el norte, cerca de la provincia de Alicante, hasta el municipio de Águilas en el sur, que limita con la provincia de Almería (Andalucía).
En pocos kilómetros se suceden acantilados, calas, arenales y ensenadas protegidas. Se trata, en líneas generales de una costa árida y escarpada. La riqueza natural de sus aguas es destacable en el Cabo de Palos, donde existe una importante reserva marina. También se disponen en ella diversos espacios naturales protegidos como las Salinas y Arenales de San Pedro del Pinatar, Calblanque, Monte de las Cenizas y Peña del Águila, Sierra de la Muela, Cabo Tiñoso y Roldán, el parque regional de Cabo Cope y Puntas de Calnegre o el paisaje protegido de las Cuatro Calas.
El extremo norte de esta costa incluye el Mar Menor, una laguna costera de agua salada que, con unos 170 km², es la más grande de Europa. El Mar Menor está separado del Mediterráneo por una franja de arena de 22 km llamada La Manga, en la que se ha construido la mayor parte del desarrollo turístico de la región.
Cartagena y Águilas son las dos ciudades costeras más grandes e importantes en la región.

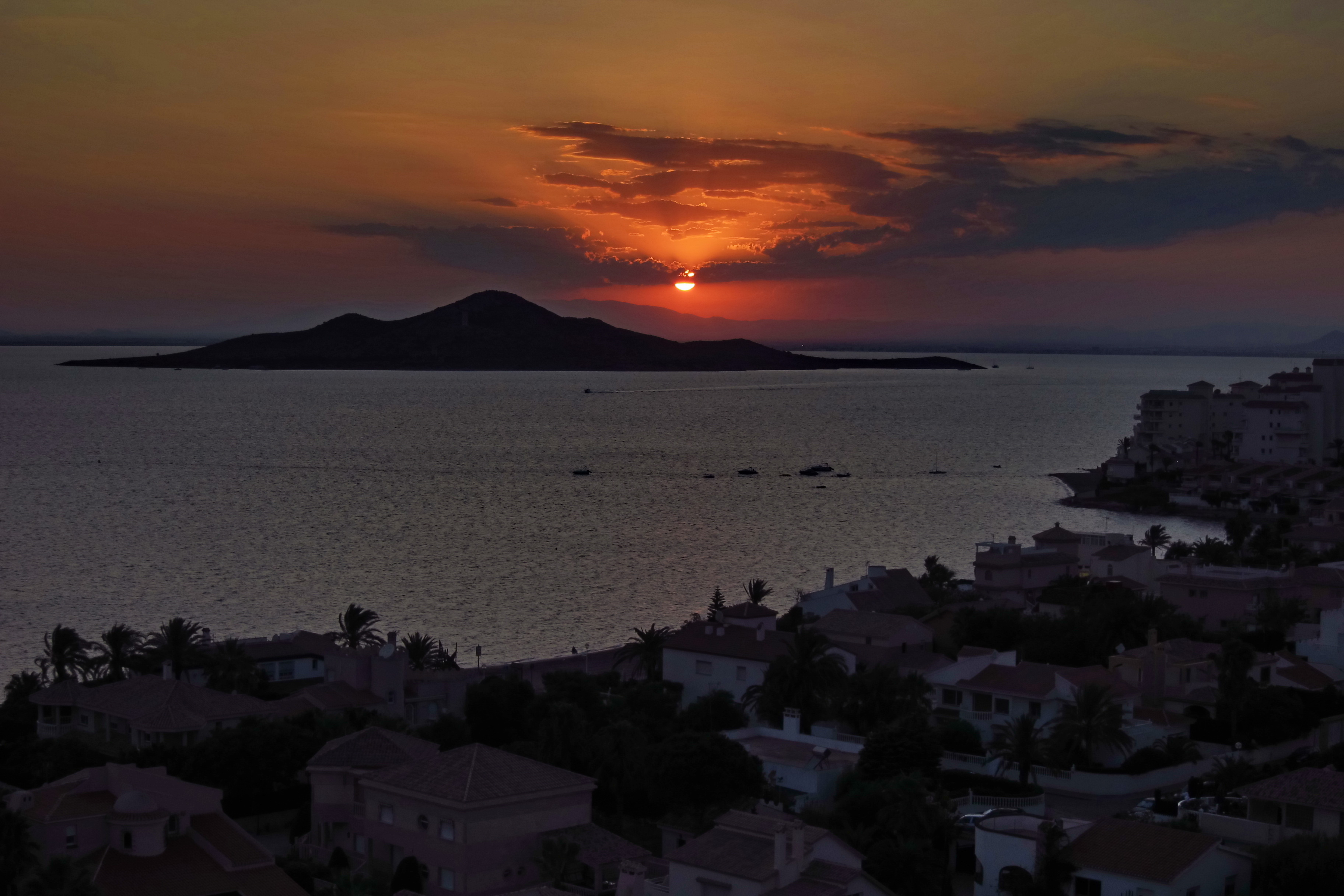
Isla del Barón, en pleno Mar Menor, vista desde La Manga.

## Ocio y actividades
La Costa Cálida acoge una amplia oferta de actividades náuticas tales como el piragüismo, la vela, el windsurf, el submarinismo, el esquí acuático o el remo. 
El golf es un pasatiempo popular para los visitantes y residentes. Hay muchos campos de campeonato de la PGA, como El Valle, que organizó el PGA European Seniors Tour en junio de 2011, Hacienda del Álamo, que es el campo de golf más largo de España y el famoso La Manga Club.
El Portús, cerca de Cartagena, cuenta con un camping naturista, así como espacios naturales protegidos como el Parque Regional de Cabo Cope y el de Calblanque.